# Paranemastoma perfugium
Nemastoma perfugium is een hooiwagen uit de familie aardhooiwagens (Nemastomatidae). De originele naamcombinatie (protoniem) was Nemastoma perfugium Roewer, 1951. Een volgende naamrecombinatie werd gepubliceerd als Paranemastoma perfugium (Roewer, 1951) in Schönhofer 2013.